# Korte Akkers
Korte Akkers est un hameau qui fait partie de la commune de Veendam dans la province néerlandaise de Groningue.